# Chiesa di San Lorenzo (Solignano)
La chiesa di San Lorenzo è un luogo di culto cattolico dalle forme neoclassiche, situato in località Case Gabelli a Solignano, in provincia e diocesi di Parma; è sussidiaria della parrocchiale di San Lorenzo di Solignano e fa parte della zona pastorale della Montagna.

## Storia
Il luogo di culto originario fu costruito in epoca medievale all'interno delle mura del castello di Solignano; la più antica testimonianza della sua esistenza risale al 1039, quando l'edificio fu menzionato in un atto stipulato tra il margravio di Toscana Bonifacio di Canossa e il Capitolo della Cattedrale di Parma.
Nel 1230 la cappella fu citata nel Capitulum seu Rotulus Decimarum della diocesi di Parma tra le dipendenze della pieve di Fornovo.
Nel 1405 le truppe di Ottobuono de' Terzi assediarono il maniero, appartenente a Orlando Pallavicino, nel vano tentativo di impossessarsene; durante gli aspri scontri la chiesa fu semidistrutta; nel 1440 furono avviati i lavori di costruzione di un nuovo tempio all'esterno delle mura castellane e l'edificio fu completato nel 1447.
Tra il 1760 e il 1763 il luogo di culto fu interamente riedificato su un imponente impianto a croce greca.
Verso la fine del XIX secolo la chiesa fu modificata nella porzione centrale della facciata, ove furono rimossi parte del cornicione e le specchiature e fu aperta una bifora ad arco ogivale; tuttavia, a causa di un cedimento del terreno, tra il 1893 e il 1896 l'edificio fu quasi interamente ricostruito, mantenendo invariato l'impianto settecentesco.
Nel 1950 nuovi problemi statici imposero la necessità di abbattere la cupola che si ergeva al centro del tempio; al suo posto nel 1952 fu realizzata una volta a padiglione in cannucciato, coronata da una copertura a capanna.
In seguito alla realizzazione della nuova strada di fondovalle e della linea ferroviaria Parma-La Spezia gli abitanti si spostarono sempre più a valle, ricostruendo il paese intorno alla settecentesca corte Leporati; tra il 1975 e il 1976 nel centro a fondovalle fu edificata anche una moderna chiesa dedicata a san Lorenzo, che divenne la nuova sede parrocchiale, mentre l'antico luogo di culto a monte divenne sussidiario.
Intorno al 1980 il tempio fu risistemato nel tetto.
Nel 2008 furono avviati i lavori di ristrutturazione delle facciate e delle coperture; tuttavia, il 23 dicembre di quell'anno un forte terremoto causò vari danni all'edificio, che fu chiuso al culto per inagibilità; tra il 2012 e il 2014 il tempio fu sottoposto a interventi di restauro e miglioramento sismico; al termine delle opere, che comportarono anche la risistemazione del sagrato, la chiesa fu riaperta al culto con una solenne cerimonia celebrata dal vescovo di Parma Enrico Solmi.

## Descrizione

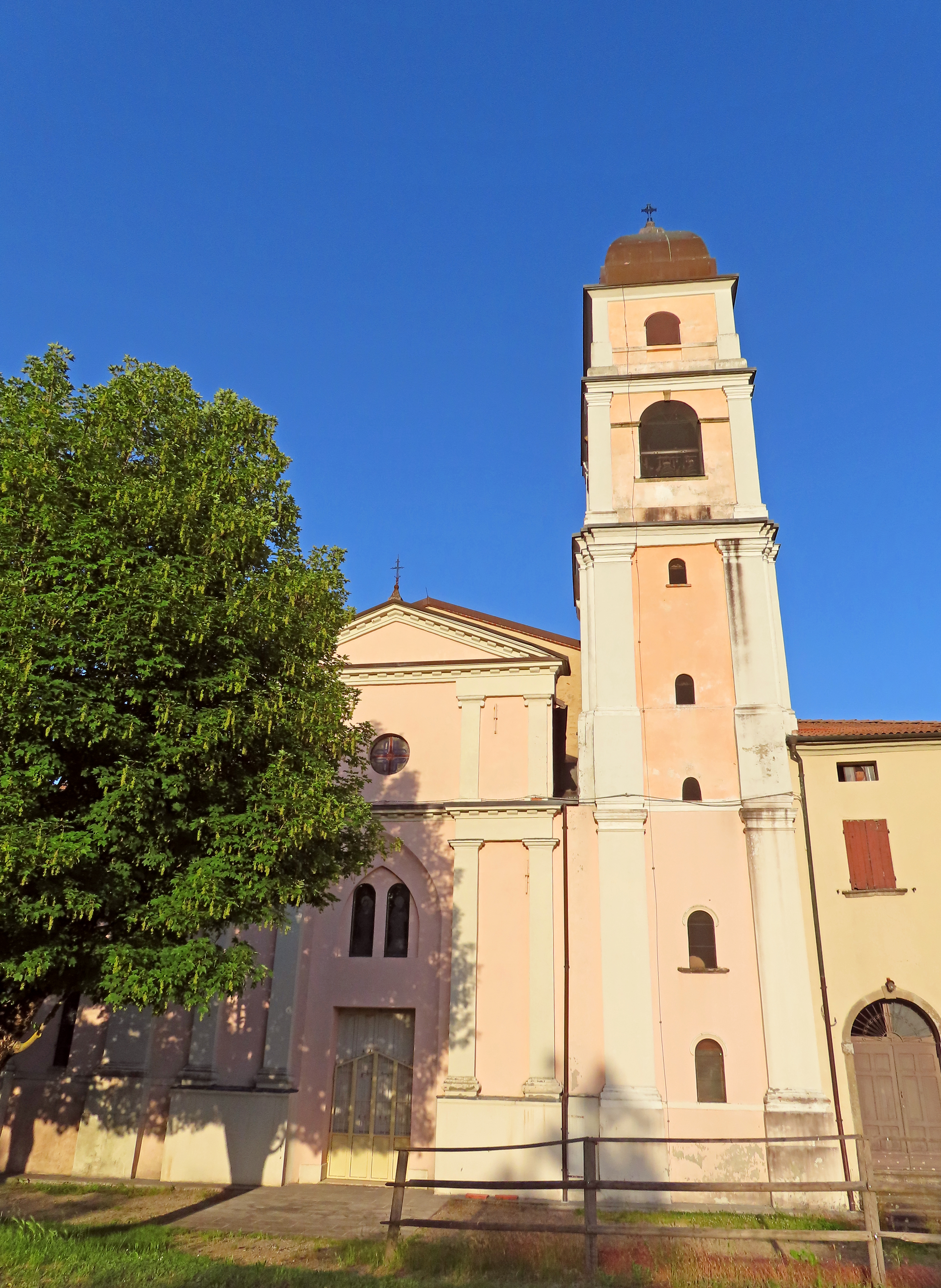
Facciata

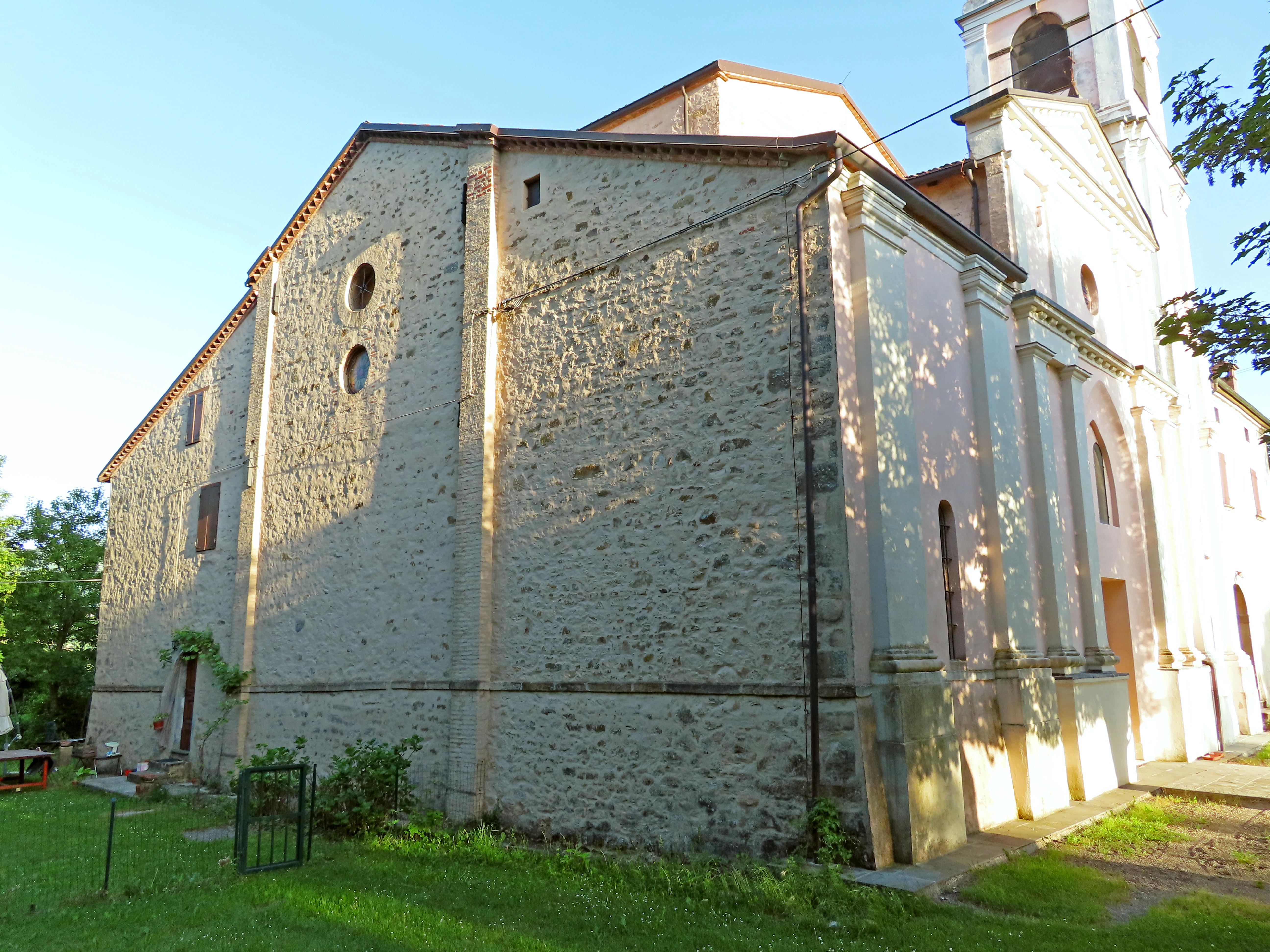
Lato nord

La chiesa si sviluppa su una pianta centrale a croce greca, con ingresso a ovest e presbiterio a est; ai lati della navata si trovano la cappella del battistero a nord e il campanile a sud, mentre ai fianchi del presbiterio si estendono i locali annessi; al prospetto meridionale è addossata la canonica.
La simmetrica facciata a capanna, interamente intonacata, è suddivisa orizzontalmente in due parti da un alto cornicione, spezzato al centro. Inferiormente si elevano su un basamento quattro lesene coronate da capitelli dorici; nel mezzo è collocato l'ampio portale d'ingresso, sormontato da una bifora ad arco ogivale delimitata da una specchiatura di forma analoga. Superiormente si ergono, in continuità con quelle sottostanti, quattro lesene ioniche a sostegno di un alto cornicione spezzato; al centro si apre un piccolo oculo. In sommità si staglia un frontone triangolare con cornice a dentelli.
In perfetta continuità, si ergono simmetricamente sulla sinistra la cappella del battistero e sulla destra l'ordine inferiore del campanile, delimitati ciascuno da due lesene doriche; la torre si eleva su altri tre ordini, scanditi da fasce marcapiano modanate e arricchiti da lesene doriche sugli spigoli; la cella campanaria si affaccia sulle quattro fronti attraverso due livelli di monofore ad arco a tutto sesto; a coronamento si staglia una guglia rivestita in rame.
All'interno l'aula, coperta nella prima parte da una volta a botte e nel mezzo da una volta a padiglione, è affiancata da due alte cappelle voltate a botte; gli spigoli semicircolari tra i bracci sono arricchiti da nicchie ad arco a tutto sesto e lesene coronate da capitelli dorici, a sostegno del cornicione perimetrale.
Il lungo presbiterio, lievemente sopraelevato, è chiuso superiormente da una volta a botte; all'interno si trovano l'altare maggiore a mensa e l'ambone, ricavati tra il 1970 e il 1980 dall'antico altare maggiore in legno policromo; sul fondo si staglia, all'interno di una monumentale ancona barocca, la grande pala.